# Andreas Bingener
Andreas Bingener (* 1959) ist ein deutscher Historiker.

## Leben
Nach dem Studium der Geschichtswissenschaften, Soziologie und Politikwissenschaften an der Universität Siegen wurde Bingener 1995 mit der Dissertation Verwaltung und Finanzwesen der Stadt Siegen (1500–1610) zum Dr. phil. promoviert. Von 1993 bis 1995 war er Projektmitarbeiter am DFG-Projekt „Die Haushaltsrechnungen kleinerer fürstlicher Territorien in Nord- und Südwestdeutschland während des 15. Jahrhunderts: Das Hochstift Basel und die Grafschaft Nassau-Dillenburg im Vergleich“. 2002 erstellte Bingener ein Ausstellungs-Konzept für das Museum Wilnsdorf zur Geschichte der Grube Grimberg, zum Alltag der Bergleute und zum Arbeitsplatz des Markscheiders im Förderturm der Grube Grimberg bei Niederdielfen (Gemeinde Wilnsdorf). Von 2003 bis 2005 und von 2007 bis 2010 war er am Fachbereich Ältere Bergbaugeschichte im Deutschen Bergbau-Museum Bochum mit zwei Forschungsprojekten betraut: a) Alpines Montanwesen. Das Schwazer Bergbuch. Eine Edition: b) Vergangenheit und Zukunft sozialer Sicherungssysteme am Beispiel der Bundesknappschaft und ihrer Nachfolger.
Seit 2005 betreut Bingener als verantwortlicher Schriftleiter die Zeitschrift Siegerland. Blätter des Siegerländer Heimat- und Geschichtsvereins; von 2010 bis 2015 war er Schriftleiter der bergbauhistorischen Zeitschrift Der Anschnitt.
In den Jahren 2006 bis 2007 und 2011 bis 2014 hatte er einen Lehrauftrag an der Universität Siegen mit Übungen zur Regionalgeschichte und zur mittelalterlichen und frühneuzeitlichen Schriftkunde inne. Von 2011 bis 2015 arbeitete Bingener im Forschungsprojekt „Eisenstraße Südwestfalen“ des Vereins WasserEisenLand (Regionale 2013) mit. Von 2016 bis 2018 inventarisierte er die Exponate des Museums Burbach für den Heimatverein „Alte Vogtei Burbach e. V.“, für den er weiterhin als Historiker tätig ist. Für das Museum Wilnsdorf übertrug er 2022–2023 das Rezeptbuch eines Siegerländer Dorfhirten.
Bingener war von 2002 bis 2014 Vorsitzender des Siegerländer Heimat- und Geschichtsvereins und wurde 2016 wieder in den Vorstand gewählt. Seit 1999 ist er Mitglied der Historischen Kommission für Nassau und seit 2007 ordentliches Mitglied der Historischen Kommission für Westfalen.

## Werke (Auswahl)
- Mittelalterlicher Metallhandel im Harz – Märkte und Transportwege. In: ScriptaMercaturae – Zeitschrift für Wirtschafts- und Sozialgeschichte. Band 32, Heft 2, 1998, S. 20–42.
- Eisenverhüttung am Eisernbach. Die Eiserfelder Hütte und ihre Gewerken. In: Siegerland. Blätter des Siegerländer Heimat- und Geschichtsvereins. ISSN 1435-7364, Band 76, Heft 2, 1999, S. 111–124.
- Bauaufwendungen im nassauischen (Ober-)Amt Siegen am Beispiel der Renteirechnung von 1463/64. In: Harm von Seggern, Gerhard Fouquet (Hrsg.): Adel und Zahl. Studien zum adeligen Rechnen und Haushalten in Spätmittelalter und früher Neuzeit, Ubstadt-Weiher 2000, ISBN 3-89735-149-8, (= Pforzheimer Gespräche zur Sozial-, Wirtschafts- und Stadtgeschichte, 1), S. 121–134.
- mit Erich Schmidt: Krombach – Geschichte eines Siegerländer Dorfes. Unter Mitwirkung von Volker Heinrich und Fritz Katz, hrsg. von der Evangelisch-reformierten Kirchengemeinde Krombach. Kreuztal 2001, ISBN 3-925498-68-0.
- Gesundheitliche Aspekte im Zusammenhang mit der Lebensmittelversorgung von Schwaz in der Mitte des 16. Jahrhunderts. In: Wolfgang Ingenhaeff, Johann Bair (Hrsg.): Bergvolk und Medizin. „Aus der Natur kommen Krankheit und Heilung“. Schwazer Silber. 3. Internationalen Bergbausymposium Schwaz 2004. Tagungsband, Innsbruck 2005, S. 49–69.
- mit Christoph Bartels und Rainer Slotta: Das Schwazer Bergbuch. Band III, Selbstverlag des Deutschen Bergbau-Museums, Bochum 2006, ISBN 3-937203-22-2.
- Das Rüstungswesen der Stadt Siegen in der ersten Hälfte des 16. Jahrhunderts und seine Einbindung in die nassauische Territorialpolitik. In: Siegerland. Blätter des Siegerländer Heimat- und Geschichtsvereins. ISSN 1435-7364, Band 84, Heft 2, 2007, S. 121–154.
- Träger der Tiroler Montanpolitik in der Mitte des 16. Jahrhunderts. Beamtenfraktionen in ihren Gegensätzen und Gemeinsamkeiten, in: Angelika Westermann, Ekkehard Westermann (Hrsg.): Wirtschaftslenkende Montanverwaltung – Fürstlicher Unternehmer – Merkantilismus. Zusammenhänge zwischen der Ausbildung einer fachkompetenten Beamtenschaft und der staatlichen Geld- und Wirtschaftspolitik in der Frühen Neuzeit, Husum 2009, S. 95–111.
- Freudenberg, in: Westfälischer Städteatlas, Lieferung IX, Nr. 1, 2010, hrsg. v. Cornelia Kneppe und Mechthild Siekmann, Altenbeken 2010 (= Veröffentlichungen der Historischen Kommission für Westfalen, XXXVI), (Wachstumsphasenkarte 1:5000 in Verbindung mit Dr. Cornelia Kneppe).
- Die Geschichte der Knappschaft – Eine Spurensuche von 1260 bis 2005. Mit Beiträgen von Ulrich Lauf, Marc von Miquel und Jürgen Jenko. In: Christoph Bartels (Hrsg.): „… höchst verpönte Selbst-Hülfe …“. Zur Entstehung und Entwicklung der Sozialversicherung in Bergbau, Seefahrt und Eisenbahnwesen, Bochum 2012, ISBN 3-937203-57-5, S. 13–200.
- Hauberg und Wiesenbau als grundlegende Wirtschaftsformen im Siegerland, in: Museen + Landschaft in Südwestfalen – Ein Leitfaden, hrsg. v. Günter Bernhardt, Susanne Thomas und Sabine Risse im Auftrag des Landschaftsverbandes Westfalen-Lippe u. a. (= Materialien aus dem LWL-Museumsamt für Westfalen, Bd. 7), Münster 2012, S. 118–127.
- Vom privaten „Haen“ zur genossenschaftlichen Nutzung des Haubergs. Zur Entwicklung des Haubergs im Siegerland. In: Siegerland. Blätter des Siegerländer Heimat- und Geschichtsvereins. ISSN 1435-7364, Band 92, Heft 2, 2015, S. 206–228.
- Die Erzbischöfe von Köln und die Grafen von Nassau im nordöstlichen Siegerland – Im Fokus die Burg in Hilchenbach und die Burg Ginsberg. In: Olaf Wagener (Hrsg.): Grenze / Landwehr / Burgen / Das nördliche Siegerland im Mittelalter und in der frühen Neuzeit, Kreuztal 2015 (= Kreuztaler Rückblicke, Bd. 4; Beiträge zur Geschichte Hilchenbachs, Bd. 28), S. 121–138.
- mit Traute Fries (Hg.): Der Brand der Siegener Synagoge am 10. November 1938. Eine Fotodokumentation des Fotografen Erich Koch, hrsg. im Auftrag des Aktiven Museums Südwestfalen e. V. und des Siegerländer Heimat- und Geschichtsvereins e. V., Siegen 2019 (= Beiträge zur Geschichte der Stadt Siegen und des Siegerlandes, Bd. 28)